# Place Lénine (Donetsk)
Pour les articles homonymes, voir Place Lénine.

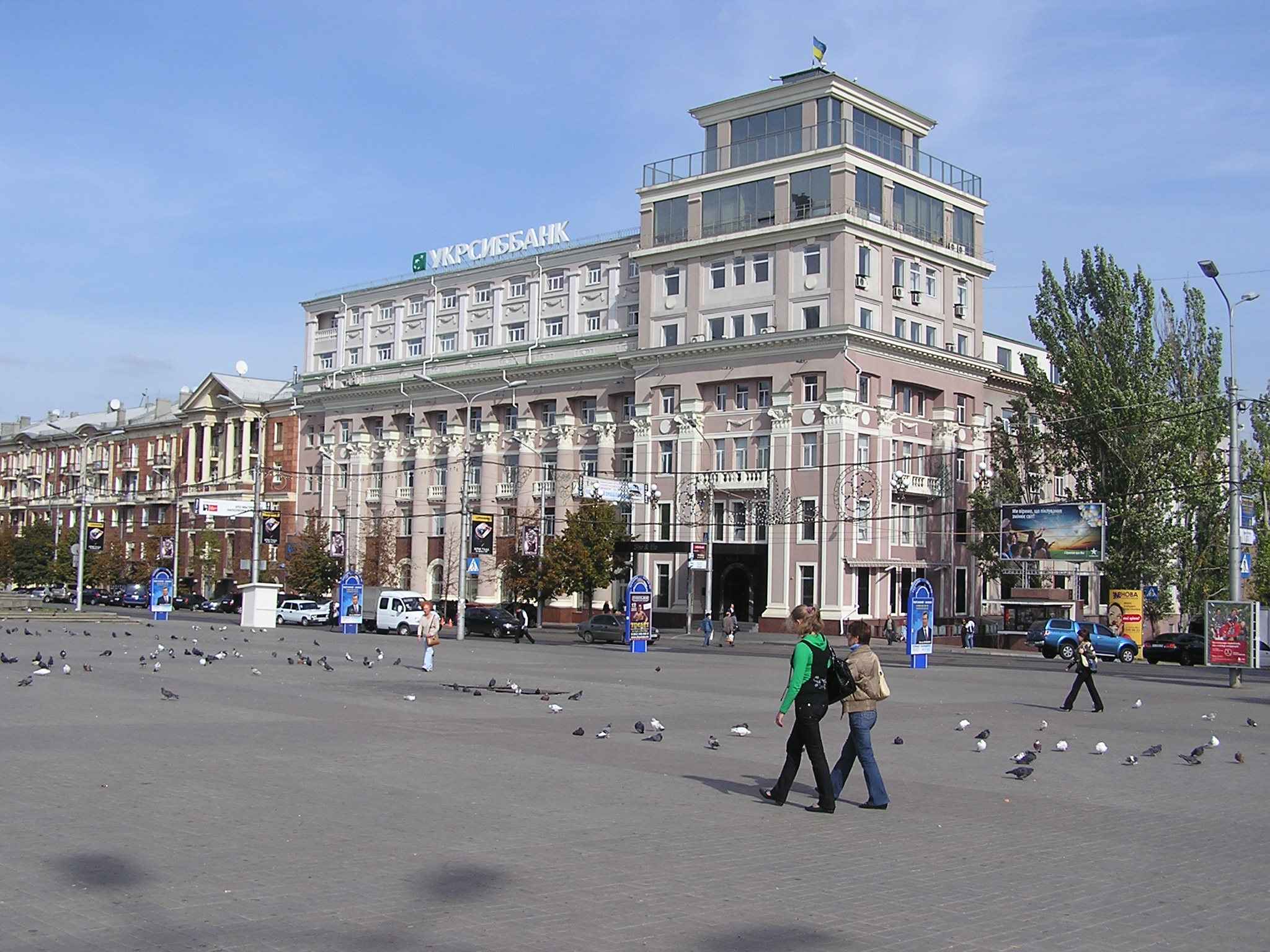
Vue de la place limitée par le siège de la banque Oukrsibbank, en 2009.

La place Lénine est la place principale de la ville russophone de Donetsk en Ukraine. Elle se trouve en plein centre-ville dans le raïon de Vorochilov. Alors que nombre de rues, places et boulevards portant le nom de Lénine dans l'espace post-soviétique ont été débaptisés, celle-ci a conservé son nom. Une statue de Lénine s'y trouve.
La place est limitée au sud par la perspective du Komsomol, à l'est par la rue Postychev, au nord par la perspective Gourov et à l'ouest par la rue Artiom.
La place doit sa physionomie actuelle à la période 1927-1967. Elle a été construite à l'emplacement de l'ancienne place du marché au Foin qui marquait la limite sud de Iouzovka (ancien nom de Donetsk) et qui était bordée de maisons sans étage et de fabriques. D'abord nommée place du marché au Foin, elle devient la place Sovietskaïa (Soviétique) en 1927, puis prend son nom actuel au milieu des années 1960.

## Description
1. square du Premier mai
2. statue de Lénine — 48° 00′ 08,77″ N, 37° 48′ 17,4″ E

Plan de la place Lénine.

3. pylône d'acier et deux capsules du temps — 48° 00′ 09,26″ N, 37° 48′ 18,77″ E
4. gloriette des amoureux — 48° 00′ 11,77″ N, 37° 48′ 18,42″ E
5. sculpture La Jeunesse;
6. bassin — 48° 00′ 03,29″ N, 37° 48′ 18,25″ E
7. bâtiment de l'ancien ministère de l'industrie houillère de RSS d'Ukraine — 47° 59′ 58,83″ N, 37° 48′ 18,69″ E
8. poste centrale — 47° 59′ 58,74″ N, 37° 48′ 15,34″ E
9. administration du raïon de Vorochilov — 48° 00′ 02,38″ N, 37° 48′ 14,41″ E
10. théâtre dramatique et musical — 48° 00′ 07,08″ N, 37° 48′ 11,15″ E
11. Golden Lion — 48° 00′ 08,77″ N, 37° 48′ 12,17″ E
12. hôtel Donbass Palace — 48° 00′ 13,62″ N, 37° 48′ 14,64″ E
13. bâtiment «Vostok-média» — 48° 00′ 08,23″ N, 37° 48′ 22″ E
14. McDonald’s (à l'intérieur se trouve un panneau de mosaïque intitulé «La Femme-oiseau») — 48° 00′ 05,63″ N, 37° 48′ 22,35″ E
15. Philharmonie régionale de Donetsk — 48° 00′ 01,55″ N, 37° 48′ 22,92″ E
16. monument de pierre dédié aux femmes mineurs.

Vues de la place
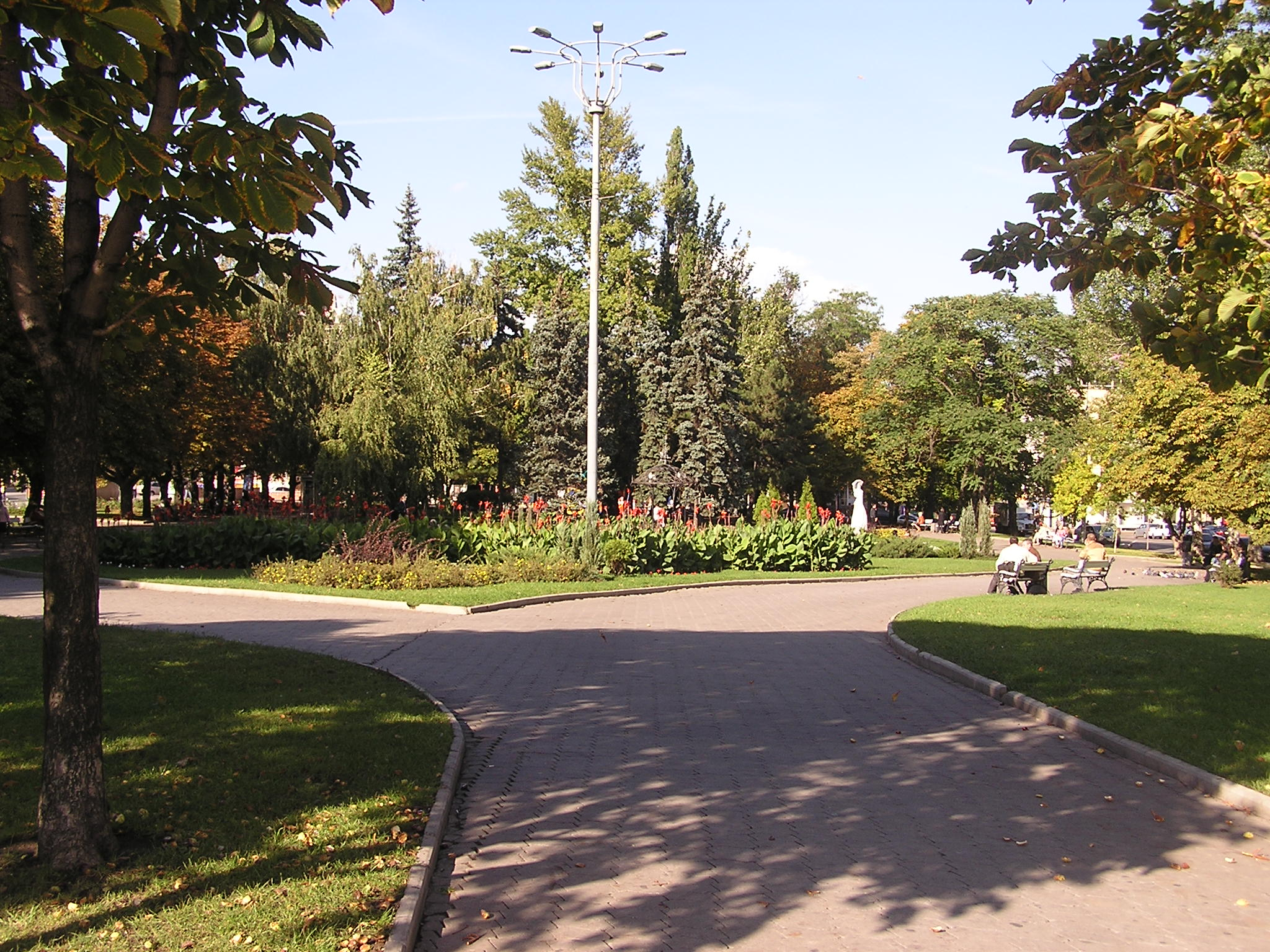
Partie nord de la place — square du Premier mai.
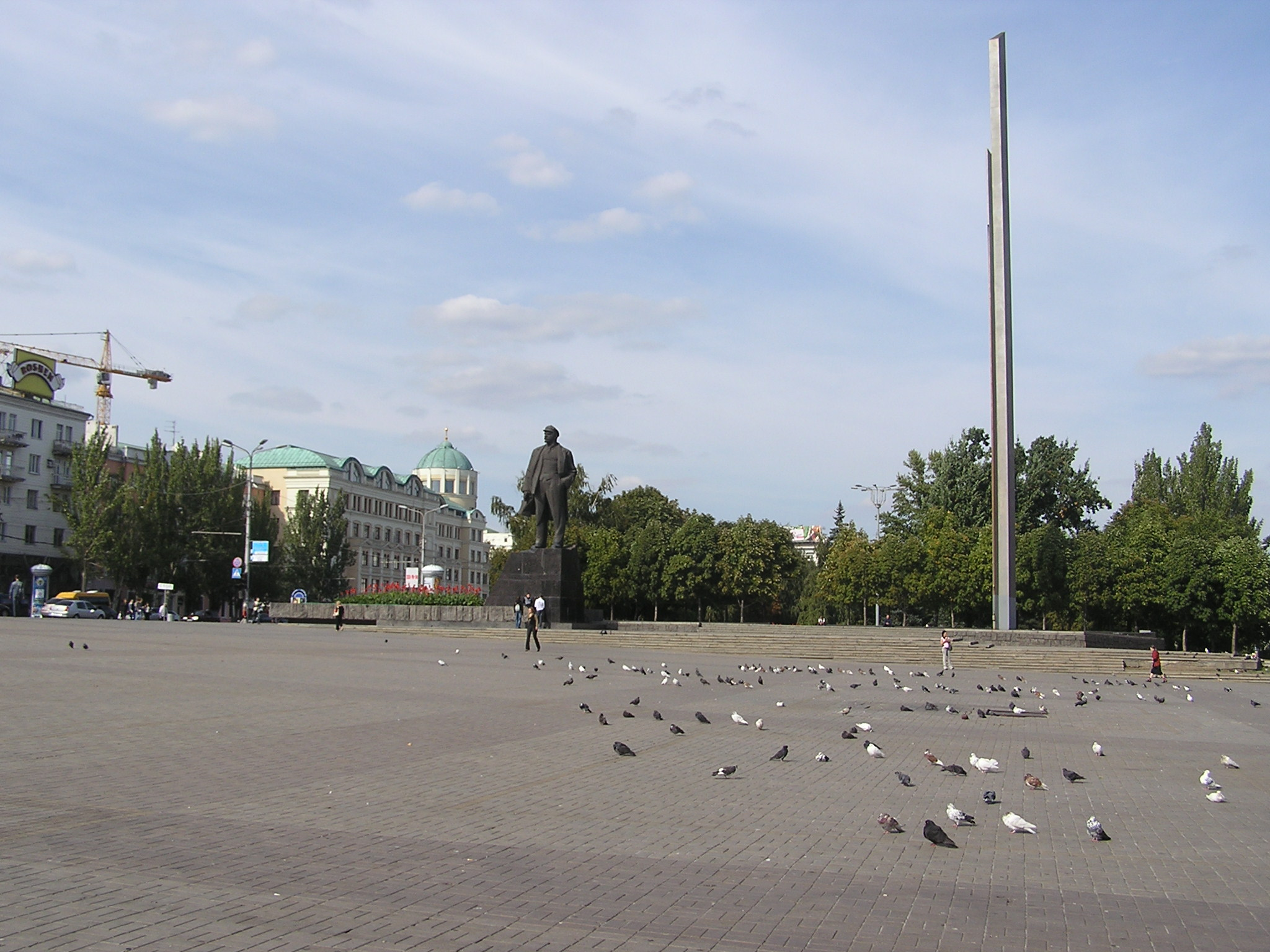
Partie centrale de la place.
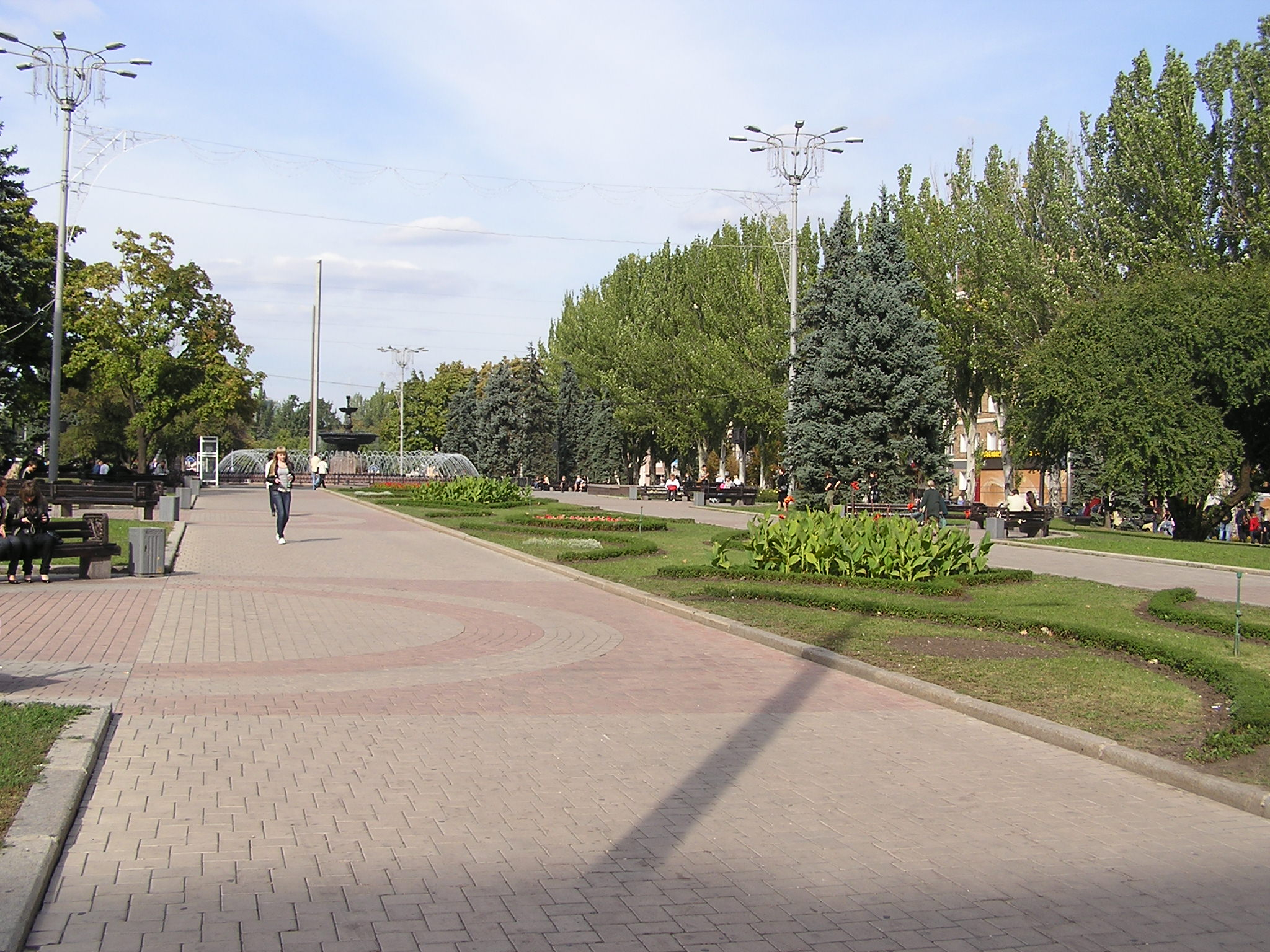
Partie sud de la place.

## Historique
La place occupait à l'origine une superficie plus réduite. Elle était bordée à l'est, au sud et au nord de maisons sans étage et d'un bâtiment communal. Une fabrique de clous et d'outillage se trouvait au nord, ainsi qu'un dépôt de tramway, l'hôtel particulier Bogomolov et les écuries des mines. L'hôtel particulier Bogomolov, peint en blanc, possédait un étage supérieur et sa façade était décorée de motifs sculptés autour des fenêtres et de tourelles. C'est ici qu'avaient lieu les réunions de l'Assemblée de la noblesse locale; pendant la guerre civile russe l'état-major d'Antonov-Ovseïenko s'y trouvait.
À la place occupée aujourd'hui par le square du Premier mai se trouvait un vaste bâtiment de bois abritant la clinique du zemstvo, devenue après la révolution la clinique soviétique no 1. Il y a vait également un dispensaire vétérinaire (aujourd'hui à l'emplacement de l'angle de la rue Postychev et de la perspective Gourov). C'est d'ici qu'à partir du 15 juin 1928 la première ligne du tramway de Donetsk commença à fonctionner, reliant le centre-ville à la gare ferroviaire («Sovbolnitsa-Gare de Stalino», à huit kilomètres au nord).
La maison des Soviets et le bâtiment des entreprises d'État furent construits en 1929, à la place de l'hôtel particulier Bogomolov et des écuries. En 1931, on fit construire dans le bâtiment des entreprises d'État une salle de concert pour abriter la Philharmonie régionale. L'hôtel Donbass (aujourd'hui Donbass Palace), quant à lui, est construit en 1938.
L'usine d'outillage est détruite en 1947 pour construire à son emplacement le théâtre dramatique et musical en forme de temple grec. Deux ans plus tard, c'est au tour du dispensaire vétérinaire de disparaître pour laisser la place à un square où l'on place une statue de Lénine et un petit bassin. Le piédestal est recouvert de plaques rouges de roches volcaniques. On retrouve ces mêmes plaques sur certains bâtiments dont ceux à l'angle de la rue Postychev et de la perspective Gourov.
Le plan du centre-ville est réaménagé en 1949 par les architectes Orekhov, Berberov et Bondarenko selon les plans de l'institut d'État d'aménagement (Украинский государственный институт проектирования) et la place Lénine doit donc être dessinée en enfilade avec trois places: l'administration centrale se trouvant place Lénine, avec ensuite la place du Théâtre et la place de la Victoire. Cette dernière finalement n'est pas aménagée, mais une autre place de la Victoire est construite dans le raïon de Petrov. La place centrale est de forme rectangulaire sur 140 x 480 mètres, formée par les angles de la rue Artiom et de la perspective du Komsomol et de la perspective Gourov. Des squares avec des parterres de fleurs sont aménagés aux intersections. L'axe de la place centrale est la perspective Ilitch avec la construction de la nouvelle maison des Soviets. En 1953 un nouveau plan est proposé sans la place de la Victoire, tandis que le théâtre dramatique est construit sur la place centrale à la place de la nouvelle maison des Soviets qui finalement n'est pas construite.
Au début des années 1950, des immeubles administratifs et d'habitation sont construits du côté de la rue Postychev. En 1951—1956, c'est le ministère de l'industrie houillère de la RSS d'Ukraine qui est bâti, libérant l'espace entre les rues Artiom et Postychev. En 1961, le théâtre dramatique est terminé. Pour le centenaire de la naissance de Lénine en 1966, la place est réaménagée. Sa statue est transférée au square de la place de la Victoire, tandis qu'une nouvelle statue est élevée. La clinique quant à elle est démolie.

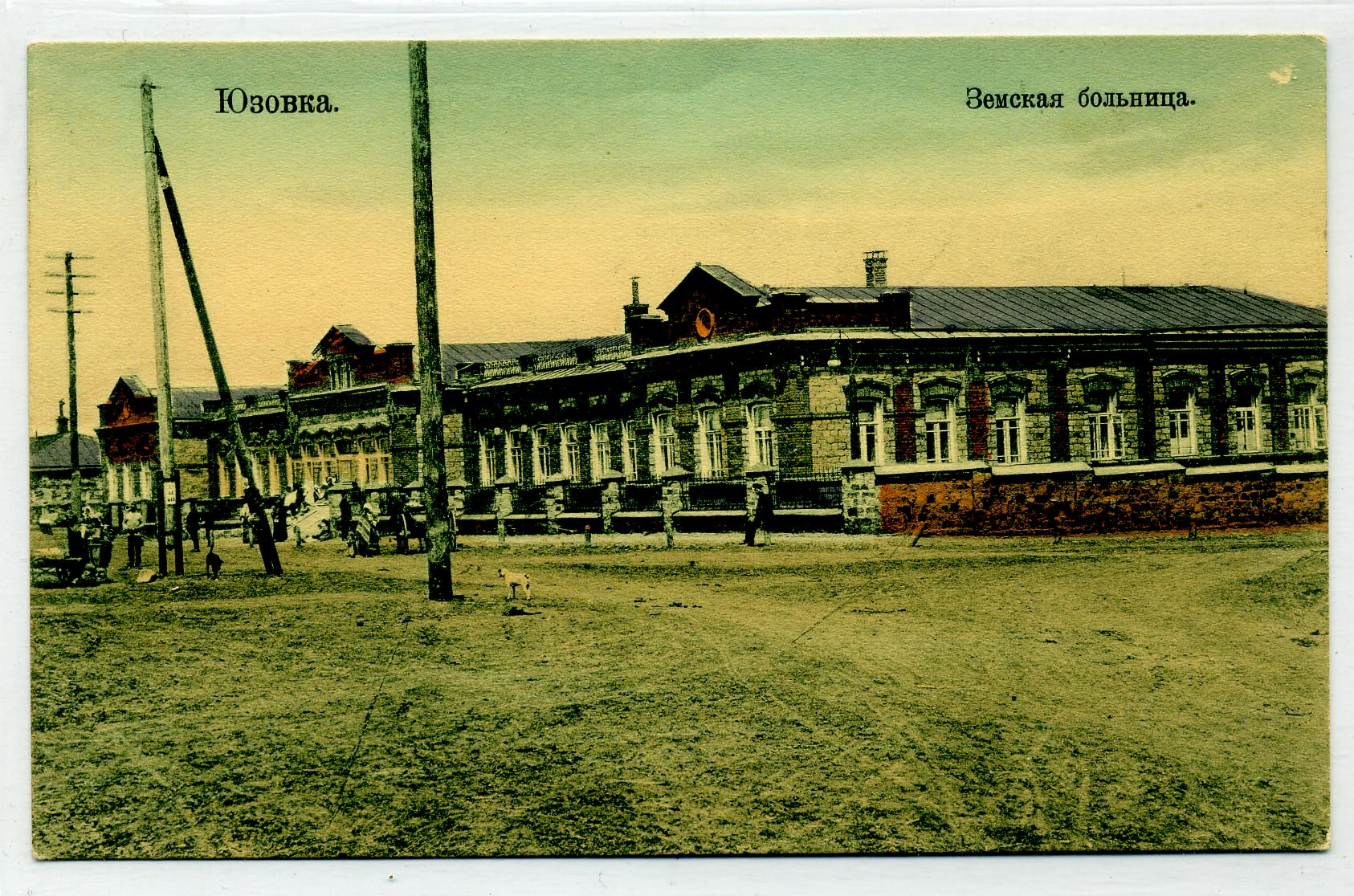
Vue de la clinique du zemtsvo de Iouzovka en 1911, à l'emplacement actuel du square du Premier mai.
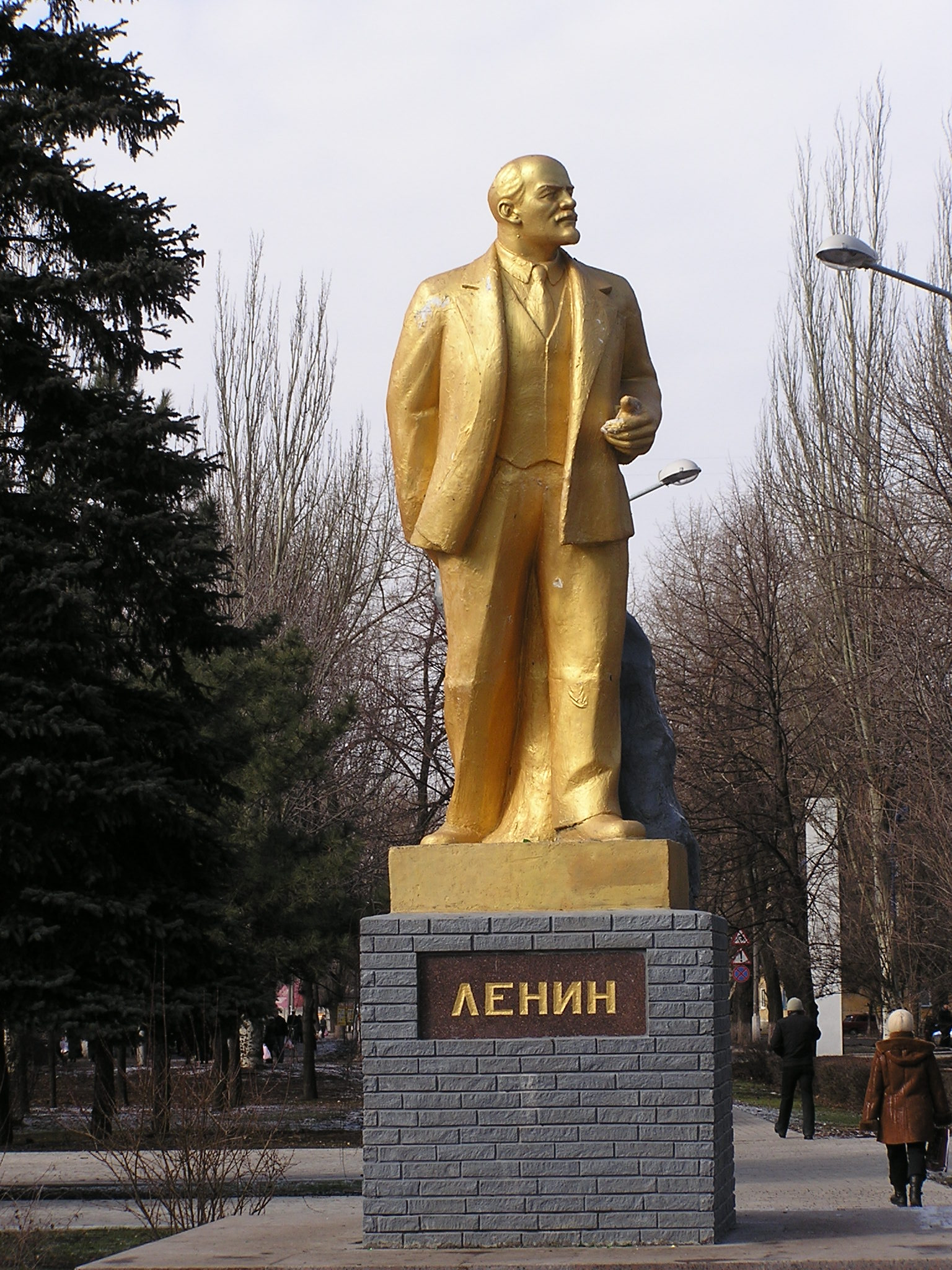
Statue de Lénine se trouvant place de la Victoire qui se trouvait auparavant square du Premier mai, place Lénine.

## Ensemble architectural
Par ordre chronologique

### Bâtiment de l'administration de l'arrondissement de Vorochilov

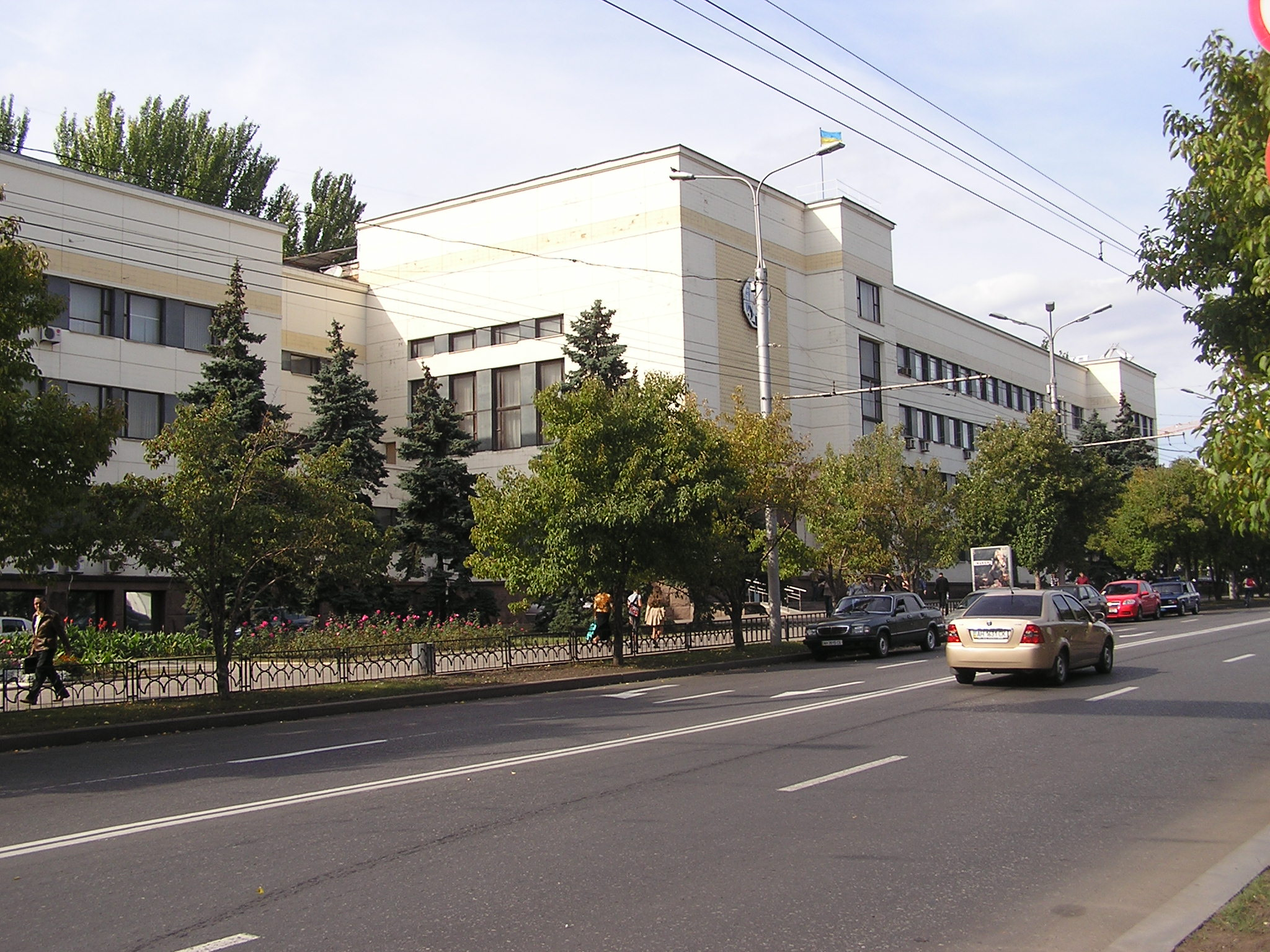
Bâtiment de l'administration de l'arrondissement de Vorochilov.

Le bâtiment de l'administration du raïon (arrondissement ou district) de Vorochilov, c'est-à-dire du centre-ville, est le plus ancien de la place, puisqu'il a été construit en 1929 pour servir de Maison des Soviets, selon les plans de l'architecte Ludwig Kotovski.
Il est réaménagé en 1934 par l'architecte Porkhounov avec un cinquième étage.
On remarque sur la façade une plaque en l'honneur de Vladimir Degtiariov et Alexandre Liachko (qui y travaillèrent), placée en 2003. On plaça également le 21 août 2007 un pierre commémorative en l'honneur des femmes mineurs.

### Philharmonie

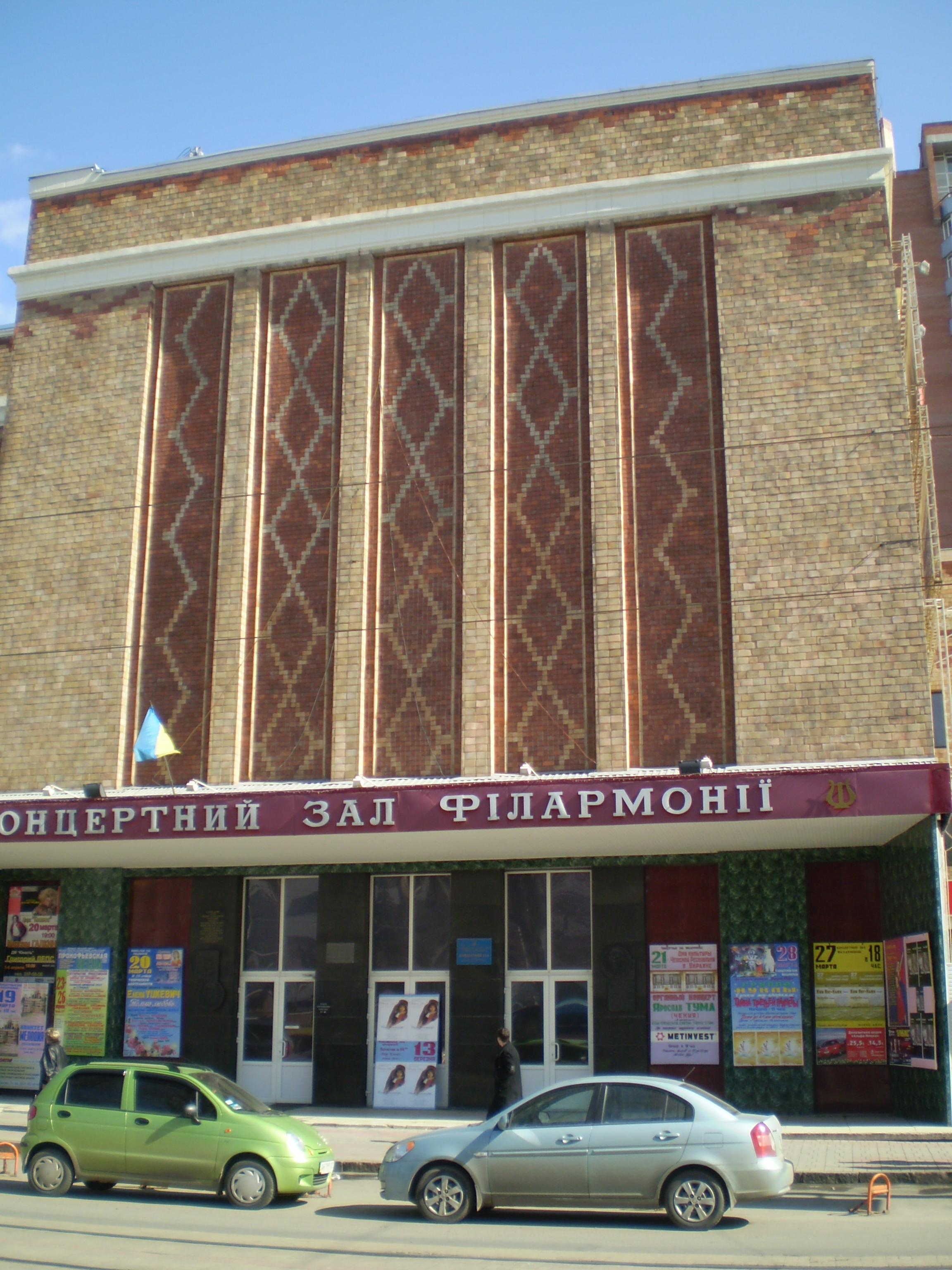
Façade de la Philharmonie régionale de Donetsk.

Ce bâtiment construit en 1930-1931 comme copie exacte du bâtiment de l'administration de l'arrondissement de Vorochilov par Kotovski.
On remarque des plaques en l'honneur de Prokofiev qui a donné son nom en 1991 à l'édifice, ainsi que de Tchaïkovski (qui joua sur l'orgue (autrefois à Saint-Pétersbourg). Il existe aussi d'autres plaques, l'une rappelant que pendant l'occupation allemande en 1941-1943 des résistants y imprimèrent en secret des tracts anti-nazis, l'autre qu'en septembre 1941 l'état-major de la 383e division des tirailleurs des mines s'y réunissait.

### Donbass Palace

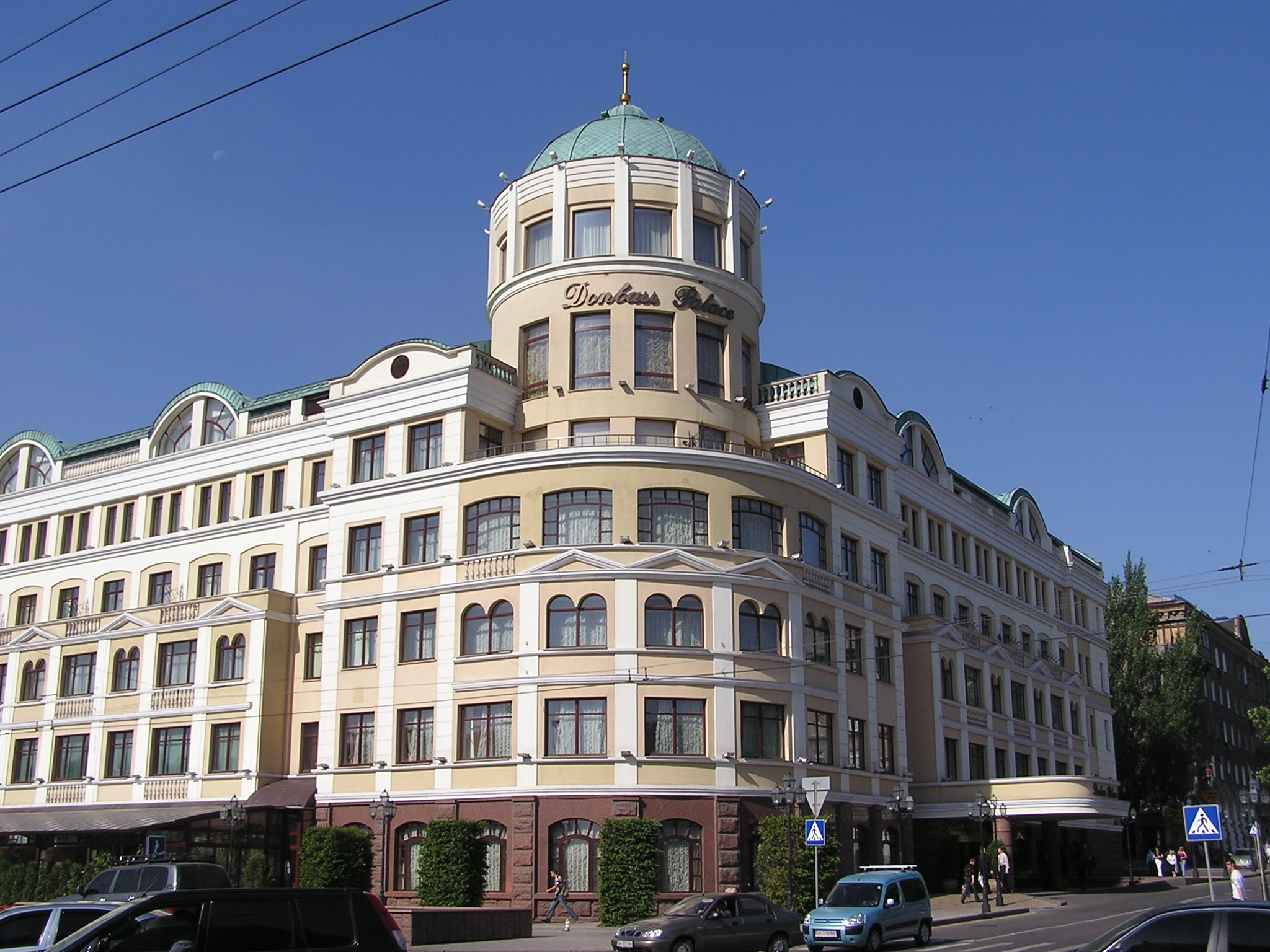
Le «Donbass Palace», en 2007.

L'hôtel fut construit en 1938 sous le nom d'hôtel Donbass par I. Retchanik et A. Chouvalova. Partiellement détruit pendant la guerre il a été restauré en 1947-1949 et à nouveau en 1971.
C'est en 2000-2001 que le propriétaire de l'hôtel fit reconstruire l'hôtel en y rajoutant une coupole et en respectant par ailleurs le style du bâtiment précédent. Il comprend aujourd'hui six étages complets, plus deux étages partiels avec une coupole et un étage de service. Il mesure 52 mètres de longueur et 44 mètres de largeur pour 34 mètres de hauteur.

### Bassin

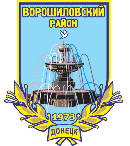
Blason de l'arrondissement de Vorochilov.

Ce bassin a été installé dans les années 1950 avec le blason de l'arrondissement de Vorochilov. Il a été restauré en 2003. Il est réglé par système informatique et 288 microprocesseurs, il émet de la musique avec 210 projecteurs sous l'eau.
Le répertoire musical comprend Bach, Tchaïkovski, Johann Strauss fils, Beethoven, Boccherini et des auteurs de chansons populaires.

### Ministère de l'industrie houillère

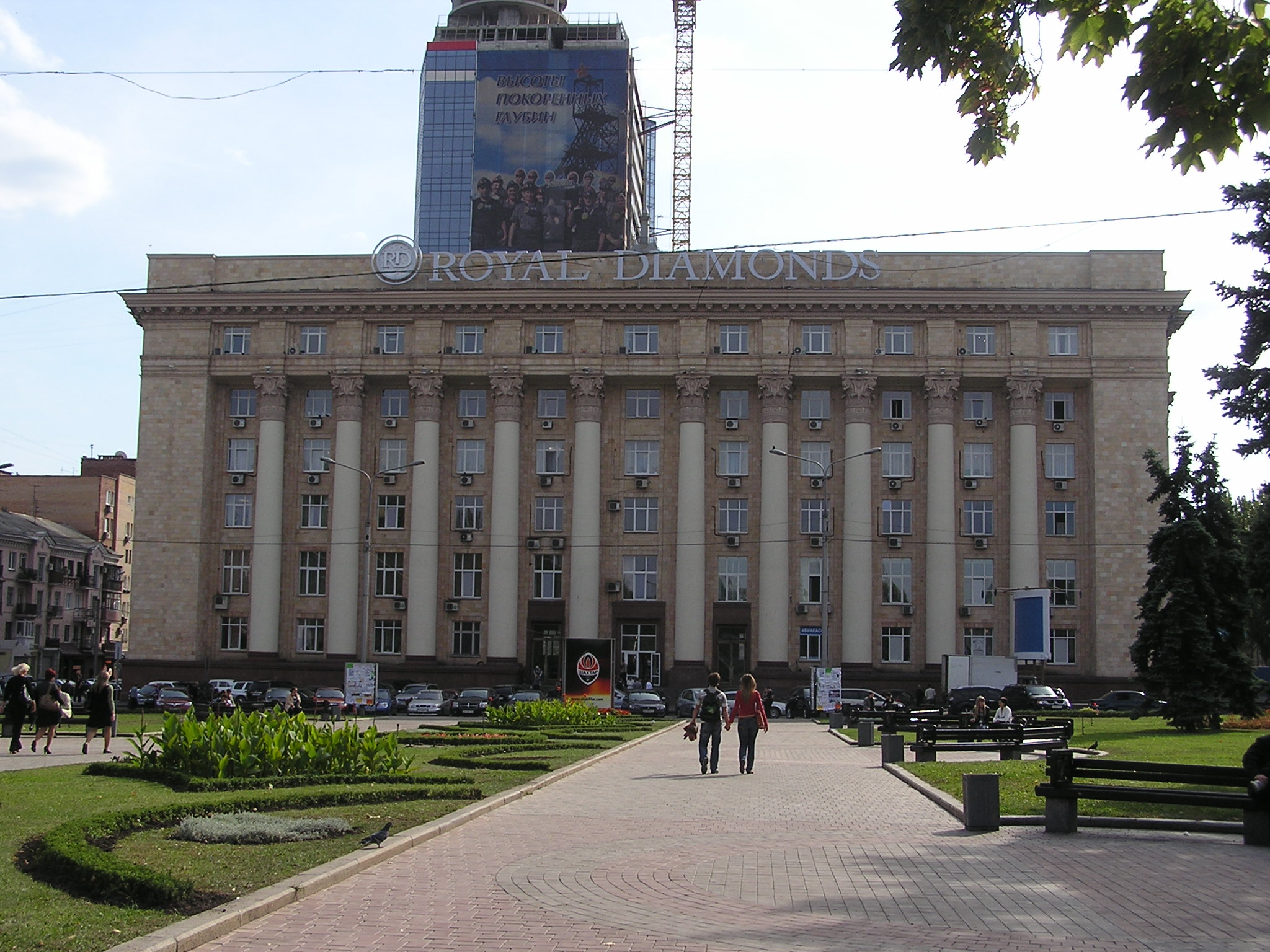
Ancien ministère de l'industrie louillère de la RSS d'Ukraine.

Ce bâtiment monumental où se trouvait autrefois le ministère de l'industrie houillère de la RSS d'Ukraine a été construit en  1956, donnant à la place son aspect actuel le square du Premier mai qui était déjà aménagé du côté nord. Des immeubles d'habitation sont construits du côté droit de la rue Postychev.
Il se trouve du côté sud de la place. La façade comprend dix portiques puissants d'ordre corinthien. Les colonnes atteignent le sixième étage, au-dessus duquel se trouve une corniche. Il a été construit par V. Orekhov et V. Kostenko.
On remarque une plaque mémorielle en l'honneur d'Alexandre Zassiadko qui y travailla.

### Théâtre dramatique

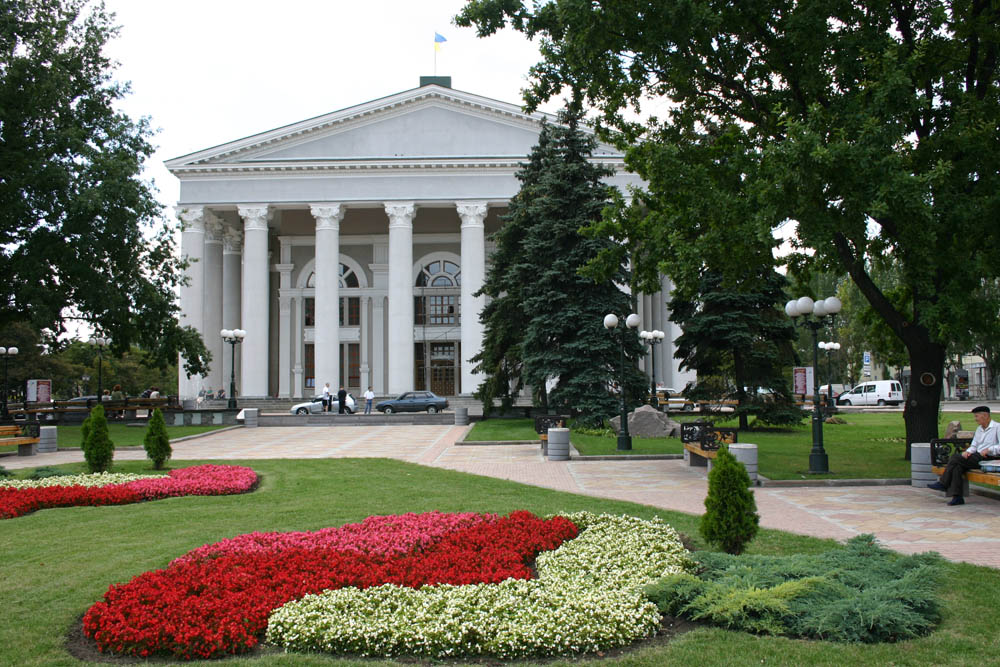
Façade du théâtre dramatique et musical de Donetsk.

Ce théâtre en forme de temple grec d'ordre corinthien a été construit en 1961 selon les plans de l'architecte E. Tchetchik. 
Il se trouve dans l'axe le plus élevé de la place Lénine en prolongeant la perspective Ilitch. lorsqu'il a été restauré en l'an 2000, il a été décidé de conserver la sculpture du fronton 
représentant Melpomène tenant une palme. Elle mesure 3,5 mètres de hauteur et pèse une tonne environ. C'est l'œuvre de Iouri Baldine. Elle a été coulée en bronze et placée le 14 mars 2005.

### Statue de Lénine
C'est en 1967 que pour le cinquantenaire de la révolution d'Octobre a été érigée cette statue avec un pylône à côté. La statue en pied est en bronze et mesure 7,5 mètres de hauteur. Elle se trouve sur un piédestal de granite gris. L'ensemble mesure 13,5 mètres de hauteur. Le pylône à trois niveaux, est en acier inoxydable et mesure 42 mètres de hauteur. 
Pour des raisons idéologiques, la statue ne devait pas tourner le dos à Makeïevka (est), ni au ministère de l'industrie houillère (sud) et au bâtiment du PCUS (ouest), c'est pourquoi le visage est tourné vers le sud et le dos au nord.
Les auteurs du monument sont le sculpteur E. Kountsevitch et les architectes V. Ivantchenko et N. Ivantchenko. On peut lire sur le pylône une citation de Lénine: « Le Donbass, ce n'est pas une région née du hasard, mais une région, sans laquelle l'édification du socialisme ne serait qu'un simple et bon souhait. »
Deux capsules du temps sont emmurées sous des plaques de granite avec une lettre comprenant l'adresse suivante:
- « En l'honneur du centenaire de la naissance de V. I. Lénine une lettre des garçons et des filles du Donbass a été adressée à la jeunesse de l'an 2020. Elle doit être ouverte le 22 avril 2020. »
- L'autre lettre comprend l'adresse suivante: « Ici le 29 octobre 1971 une lettre a été placée de la part des participants à la rencontre de la dynastie des travailleurs de toute l'URSS à la jeunesse du pays. Elle doit être ouverte le 29 octobre 2018. »

### Gloriette des amoureux

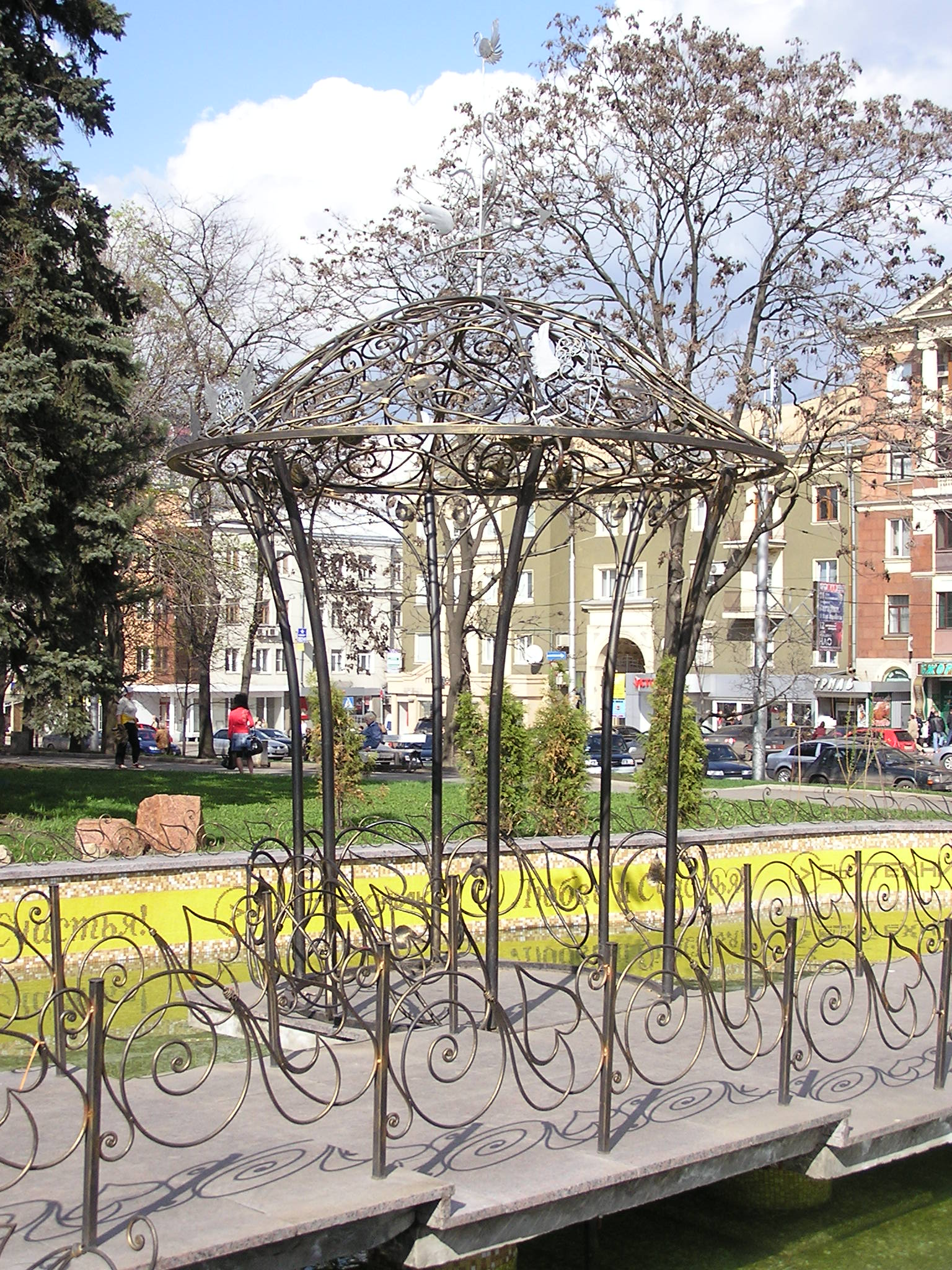
Gloriette des amoureux.

La gloriette des amoureux a été placée ici en 2007. Elle est en fonte ajourée et se trouve près du bassin du square du Premier mai. C'est un don des forgerons de la ville.

### Statue deLa Jeunesse

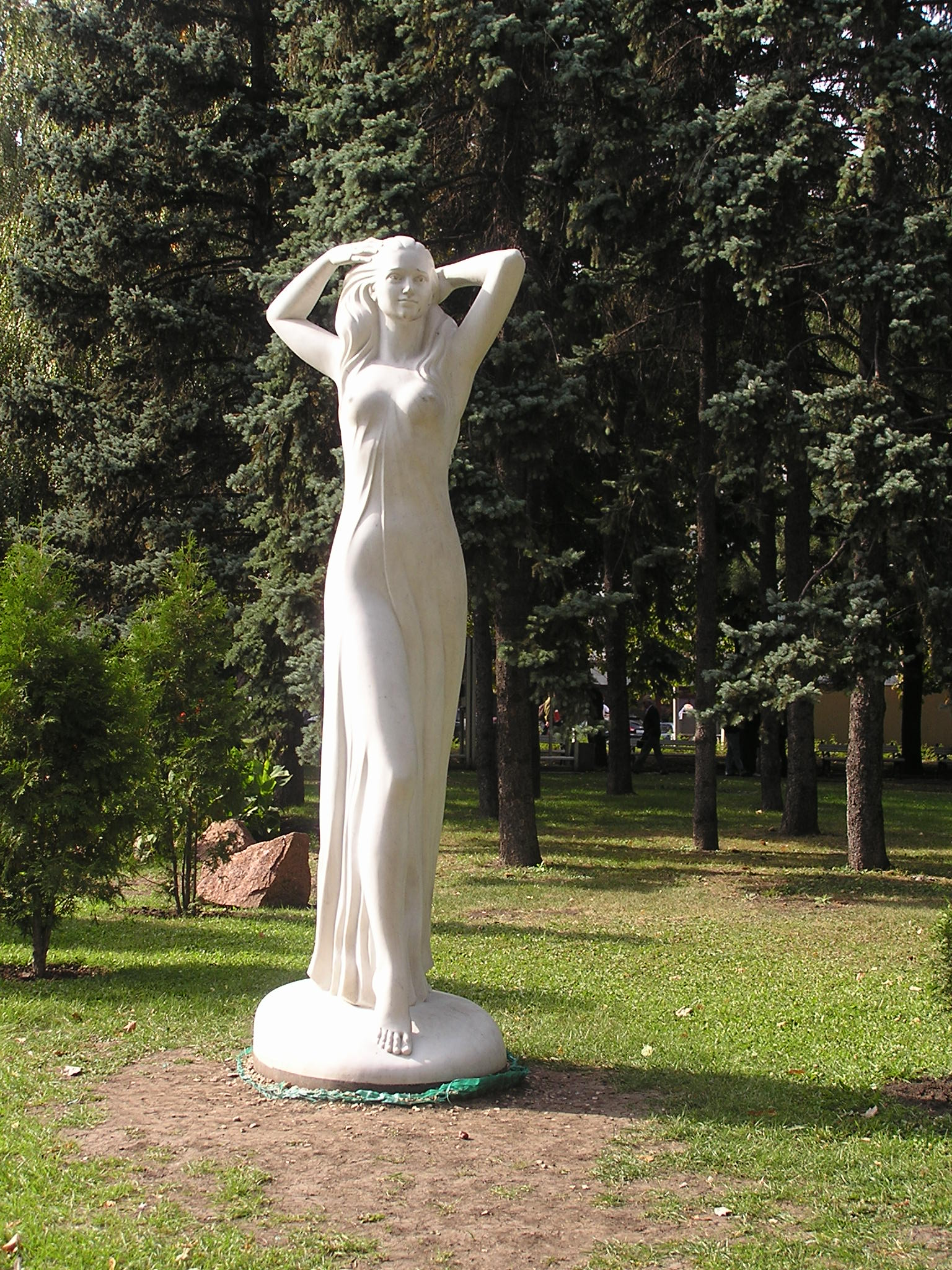
Statue de La Jeunesse.

Cette sculpture a été érigée dans le square du Premier mai le 9 juillet 2008 et a été offerte à la ville par le banquier Vladimir Matvienko qui a travaillé vingt ans à Donetsk. Elle est l'œuvre de Nikolaï Bilyk et mesure 3,15 mètres de hauteur. Cette statue est en marbre de Carrare et elle est inspirée de vers de Vladimir Matvienko
00« Босиком да по росе
00в полурасстёгнутом халате
00золотом распущенной косы
00явилась юность на рассвете. »
que l'on peut lire sur une pierre à côté.

## Source
- (ru) Cet article est partiellement ou en totalité issu de l’article de Wikipédia en russe intitulé « Площадь Ленина (Донецк) » (voir la liste des auteurs).